# Estrella de Van Maanen
L'Estel de Van Maanen (VMa 2 / GJ 35 / WD 0046+051) és un nan blanc en la constel·lació dels Peixos, situat a l'oest de δ Piscium i a l'est d'ω Piscium. De magnitud aparent +12,4, és massa tènue per ser visible a ull nu, però pot ser observat amb un telescopi de 150-200 mm d'obertura o amb telescopis més petits equipats amb una càmera CCD. Va ser descobert l'any 1917 per l'astrònom Adriaan van Maanen qui, comparant fotografies preses entre els anys 1914 i 1917, va notar el seu elevat moviment propi anual (2,98").

## Característiques físiques

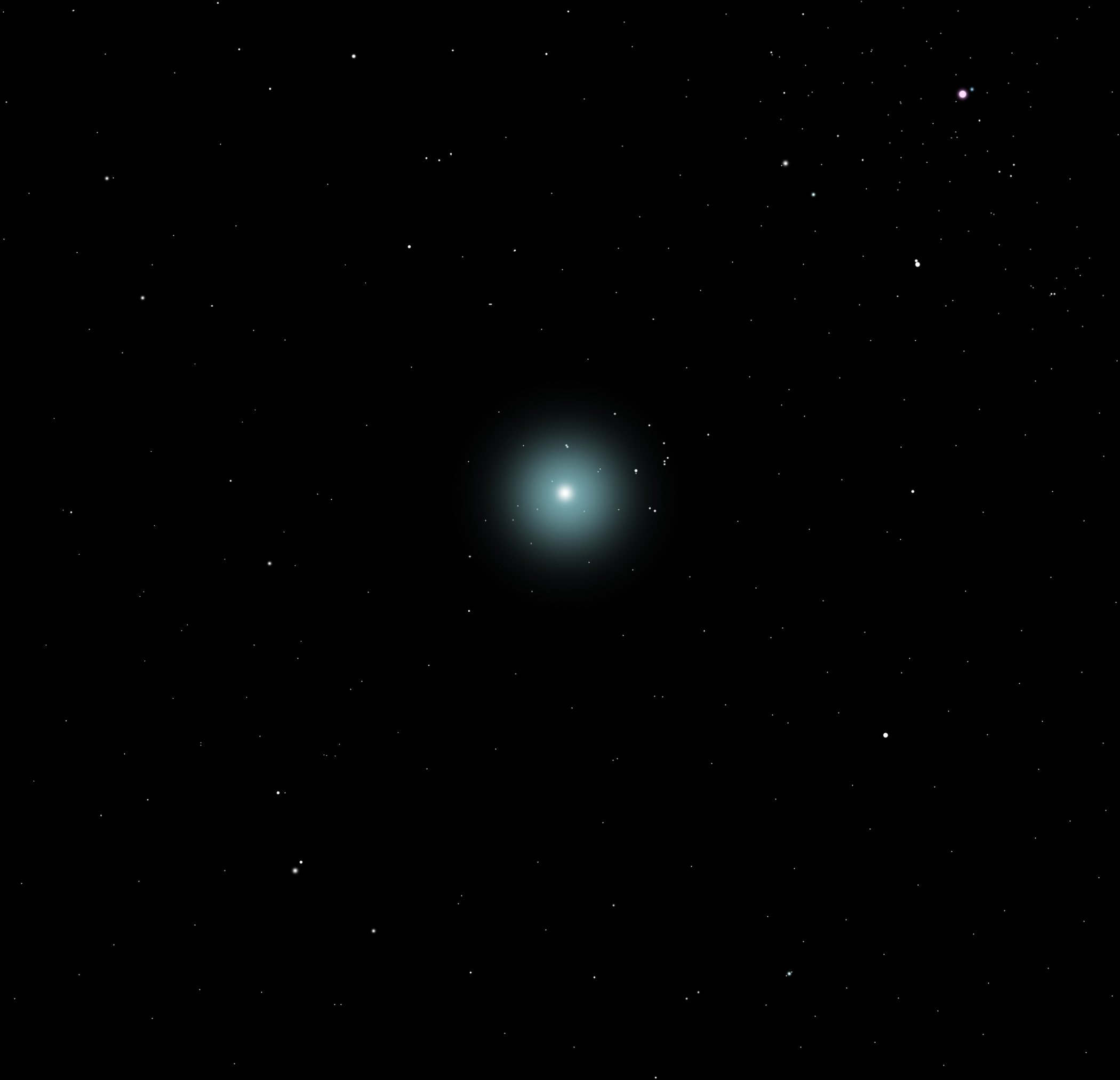
Il·lustració d'una nana blanca

L'Estel de Van Maanen és un romanent estel·lar de tipus espectral DZ7 o DF-G/VII. Com a nan blanc de tipus DZ, és relativament fred i mostra línies metàl·liques però no línies d'hidrogen ni d'heli en el seu espectre. A 14 anys llum del sistema solar, és el nan blanc solitari —sense un altre estel acompanyant— més proper. La seva temperatura relativament baixa —6770 K— suggereix que es tracta d'un objecte molt antic, amb una edat estimada entorn de 10 000 milions d'anys; no obstant això, estudis recents consideren una edat notablement inferior, entre 3700 i 5000 milions d'anys.
El possible progenitor de l'actual nan blanc tenia una massa estimada de 2,6 masses solars i va romandre en la seqüència principal durant aproximadament 900 milions d'anys, i prés en compte això era probablement un estel blanc de la seqüència principal. Això li dona a l'estel una edat combinada d'al voltant de 4,100 milions d'anys. Quan l'estel va abandonar la seqüència principal, es va expandir a un gegant vermell, que en algun punt de la branca asimptòtica dels gegants va aconseguir un radi màxim de 650 vegades el radi actual del Sol, o aproximadament 3 unitats astronòmiques, i en aquesta mateixa fase l'estel va perdre part considerable de la seva massa. Qualsevol planeta que estigués en òrbita dins d'aquest radi hauria interactuat directament amb el sobre estès de l'estel. Quan el gegant vermell va esgotar el seu combustible nuclear, va expulsar les seves capes exteriors en una nebulosa planetària que va durar uns milers d'anys, i quedant com a romanent l'actual nan blanc.
L'Estel de Van Maanen té actualment una massa d'aproximadament 0,83 masses solars, si bé el seu diàmetre amb prou feines suposa el 1,3 % del diàmetre solar. Els nans blancs són objectes increïblement densos, amb una densitat 50 000 vegades superior a la del platí: el diàmetre calculat per a l'Estel de Van Maanen és lleugerament inferior al de la Terra, amb el que la seva densitat és unes 10 vegades major que la de Sírius B, el nan blanc més proper. Una caixa de llumins plena d'aquest material pesaria més de 10 000 quilograms. La seva lluminositat és inferior a 2 deumil·lèsimes de la lluminositat solar.
Els estels més propers a l'Estel de Van Maanen són dos nans vermells: GJ 1002, a 4,3 anys llum, i TZ Arietis, a 4,6 anys llum.